# Židovská hospodářská strana
Židovská hospodářská strana byla židovská politická strana konzervativní orientace na území prvorepublikového Československa, respektive na Podkarpatské Rusi a na Slovensku, která kandidovala v parlamentních volbách v roce 1925.

## Dějiny

### Konzervativní židovské proudy na východě státu
Strana navazovala na konzervativní židovské politické formace, které vznikaly na Podkarpatské Rusi již počátkem 20. let. Šlo tehdy o Židovskou konzervativní stranu a Svaz židovských zemědělců v Podkarpatské Rusi. Tyto ideové proudy měly blízko k československým agrárníkům a silný vliv v nich měly zájmy židovských statkářů, obchodníků a také vlivných ultraortodoxních rabínů. V komunálních volbách roku 1923 dokázaly tyto konzervativní proudy uzavřít alianci se sionistickou Židovskou občanskou stranou v Podkarpatské Rusi pod názvem Židovská strana Podkarpatské Rusi. Dočasně se podařilo utlumit vzájemné spory a jednotná židovská kandidátka uspěla v mnoha obcích.
V roce 1924 se toto spojenectví rozpadlo a židovští konzervativci se před doplňovacími parlamentními volbami na Podkarpatské Rusi v roce 1924 odtrhli coby Židovská demokratická strana, zatímco sionistický zbytek šel do voleb jako Židovská lidová strana. Už v době vzniku Židovské demokratické strany se začaly posilovat vazby mezi konzervativními židovskými politiky z východu republiky a československými agrárníky. Agrárníci v Praze totiž hodlali využít židovské konzervativní voliče na východě státu pro dosažení převahy nad socialistickým táborem, zatímco konzervativní Židé od agrárníků mohli očekávat materiální výhody, lepší komunikaci s úřady a preferenční zacházení při provádění pozemkové reformy.

### Vznik Židovské hospodářské strany
Židovská demokratická strana ve volbách roku 1924 neuspěla a získala jen 9 900 hlasů, ale založila politickou tradici, která se pak udržela po zbytek První republiky, tedy separátní nesionistickou či antisionistickou židovskou platformu, která si udržovala silný vliv na východě státu. Takto vznikla před parlamentními volbami v roce 1925 Židovská hospodářská strana (ŽHS). Nejprve se ustavila na Slovensku, kde ji vedl rabín Koloman Weber, předák hnutí Agudat Jisra'el. Na Slovensku postavila kandidátní listiny ve dvou volebních krajích. Pak vznikla její organizace i na Podkarpatské Rusi. Deklarovala se jako provládní, konzervativní, odmítala sekularismus. V parlamentních volbách se na východě státu utkala se sionistickou Židovskou stranou. Zatímco ŽHS získala na Podkarpatské Rusi 11 792 hlasů, Židovská strana 19 098 hlasů. Na Slovensku měla ŽHS podporu 5 144 voličů, Židovská strana jich oslovila 38 442. ŽHS se tak stala neopominutelnou židovskou politickou silou. Právě kvůli odlivu části židovských voličů k ŽHS nedokázala Židovská strana navzdory celostátnímu výsledku téměř 100 000 hlasů získat poslanecký mandát.
Židovská strana reagovala na volební výsledky ostrou kritikou. Protestovala proti tomu, že českoslovenští agrárníci a jejich spojenci na Podkarpatské Rusi ovlivňují židovské voliče. Obvinila i viceguvernéra Podkarpatské Rusi Antonína Rozsypala, že Židovské hospodářské straně předal 100 000 Kč na volební výdaje. Volební soud stížnost Židovské strany zamítl, ale spory a vzájemné osočování se vlekly ještě roky. Židovská hospodářská strana mezitím zanikla.

### Nástupci Židovské hospodářské strany
Politický proud založený na židovské ortodoxii, konzervativních hodnotách a spojenectví s československými agrárníky ale na Podkarpatské Rusi přežil i v dalších letech. V zemských volbách v roce 1928 se na Podkarpatské Rusi utkali Židovská strana a nově zřízená Židovská republikánská strana, v parlamentních volbách v roce 1929 pak proti Židovské straně kandidovali židovští agrárníci přímo v rámci československé agrární strany. Na Slovensku byl vývoj poněkud méně vyhrocený. Koncem 20. let 20. století se tu politicky prosadil Julius Reisz, který dokázal spojit sionistické i nesionistické politické proudy a v zemských volbách roku 1928 zde díky tomu židovská politická formace pronikla do zemského zastupitelstva.